# Воля-Филиповска (остановочный пункт)
Воля-Филиповска (пол. Wola Filipowska) — остановочный пункт в селе Воля-Филиповска в гмине Кшешовице, в Малопольском воеводстве Польши. Имеет 2 платформы и 2 пути.
Остановочный пункт на железнодорожной линии Домброва-Гурнича Зомбковице — Явожно-Щакова — Тшебиня — Краков, построен в 1949 году.